# Маточкин, Евгений Палладиевич
Евге́ний Палла́диевич Ма́точкин (4 февраля 1942, Краснокамск — 14 января 2013, Новосибирск) — советский и российский учёный, искусствовед, художник, музыкант, исследователь жизни и творчества Н. К. Рериха. Доктор искусствоведения (2011 г.). Член-корреспондент Российской Академии художеств. Профессор Международной славянской академии. Награждён медалью «Николай Рерих» (1999 г.). Лауреат Международной премии имени Николая Рериха (2011).

## Биография
Родился в семье врачей, переехавших в 1956 году из Краснокамска в Новосибирск. В 1959 году поступил в только что открывшийся Новосибирский государственный университет в Академгородке. После окончания естественного факультета в 1964 году 27 лет работал научным сотрудником Института ядерной физики СО РАН; является автором 89 научных работ. Работал директором Новосибирской картинной галереи, старшим научным сотрудником Национального музея Республики Алтай им. А. В. Анохина.
С ранних лет много времени отдавал искусству. Окончил музыкальную школу, рисовал, участвовал в экспедициях по сбору икон, в том числе Государственной Третьяковской галереи. Был одним из организаторов всесоюзных научных конференций «Рериховские чтения» в 1970-х годах. Творческое наследие Н. К. Рериха изучал более 40 лет. С этой целью совершил многочисленные экспедиции по России по местам путешествий и творчества Николая Константиновича и Елены Ивановны Рерих. В экспедициях были собраны информационные и фото материалы и впоследствии были изданы альбомы и книги: «Н. К. Рерих: Поэзия старины» (2004), «Архитектурные шедевры Святой Руси» (2005), «Николай Рерих: мозаики, иконы, росписи, проекты церквей» (2005), «Образ Преподобного Сергия Радонежского в русском искусстве» (2006), «Святые Русской земли» (2007), «Образ Иисуса Христа» (2007)и другие издания. Исследователь наскальных рисунков, образцов народного творчества жителей Алтая. В 1991 году защитил кандидатскую диссертацию «Наследие и новации в изобразительном искусстве Горного Алтая» в НИИ при Академии художеств СССР. Многолетний участник и первовосходитель альпинистских экспедиций на вершины Горного Алтая.
Е. П. Маточкиным написано и издано более 20 книг и альбомов по искусствоведению, опубликовано более 200 научных работ, участвовал во многих всероссийских и международных конференциях. В 2010 году защитил диссертацию на учёную степень доктора искусствоведения «Художественное наследие и проблемы преемственности в изобразительном искусстве Горного Алтая».
Жил в Академгородке Новосибирска. Похоронен на Южном кладбище (квартал 28).

## Краткая библиография
- Рерих — исследователь Азии / Сибирские огни, 1974, № 10 (Совместно с академиком А. П. Окладниковым, П. Ф. Беликовым).
- Выступление за круглым столом «Превратим Сибирь в край высокой культуры» / Е. П. Маточкин // Декоративное искусство СССР. — 1985. — № 3.
- Петроглифы Алтая. Новосибирск: Институт Археологии и Этнографии СО РАН, 1992 (Совм. с В. Д. Кубаревым).
- Рерих и Сибирь. — Новосибирск: Новосибирское книжное издательство, 1993 (совм. с В. Е. Ларичевым).
- Лучник и птица петроглифов Карагема / Е. П. Маточкин // Гуманитарные науки в Сибири. — 1997. — № 3.
- Космос Леонардо да Винчи и Николая Рериха. — Самара, 2002.
- Лунно-солнечные календари святилища «Зелёное озеро» / Е. П. Маточкин // Гуманитарные науки в Сибири. — 2004. — № 3.
- Пермский иконостас Николая Рериха. — Самара, 2004 (совм. с Н. В. Скоморовской).
- Алтай: истоки художественно-поэтического мышления / Е. П. Маточкин // История алтайской литературы. В 2-х кн. Горно-Алтайск: Институт алтаистики, 2004. — Кн.1.
- Взгляд вглубь веков (Г. И. Чорос-Гуркин и проблемы освоения художественного наследия Сибири) / Сибирские огни, 2004, № 6.
- Индия Святослава Рериха. — Самара, 2005.
- Николай Рерих: мозаики, иконы, росписи, проекты церквей. — Самара, 2005.
- Владимир Чукуев. Живопись и графика — Горно-Алтайск: Ак Чечек, 2005.
- Грёзы Таракая (Николай Чепоков, графика). — Новосибирск: ОАО «Новосибирский полиграфический комбинат», 2006 (совм. с Т. И. Верёвкиной).
- Петроглифы Зелёного озера — памятник эпохи бронзы Алтая // Археология, этнография и антропология Евразии, 2006, № 2 (26).
- Мирослав Чевалков: образы Древнего Алтая. — Горно-Алтайск: Ак-Чечек, 2006.
- Образ Иисуса Христа. — Самара, 2007.
- Святые русской земли. — Самара, 2007.
- Петроглифы Комдош-Боома / Е. П. Маточкин // Археология, этнография и антропология Евразии. — 2007. — № 2.
- Семья Рерихов и художественная культура России XX в. // Рериховский век: Каталог выставки. — Т. 1. Живопись и графика. — СПб., 2009.
- Николай Рерих: В 2-х тт. — Самара-Цюрих, 2008—2011.
- Художественное наследие и проблемы преемственности в изобразительном искусстве Горного Алтая. — Барнаул, 2010.